# Helle Helle

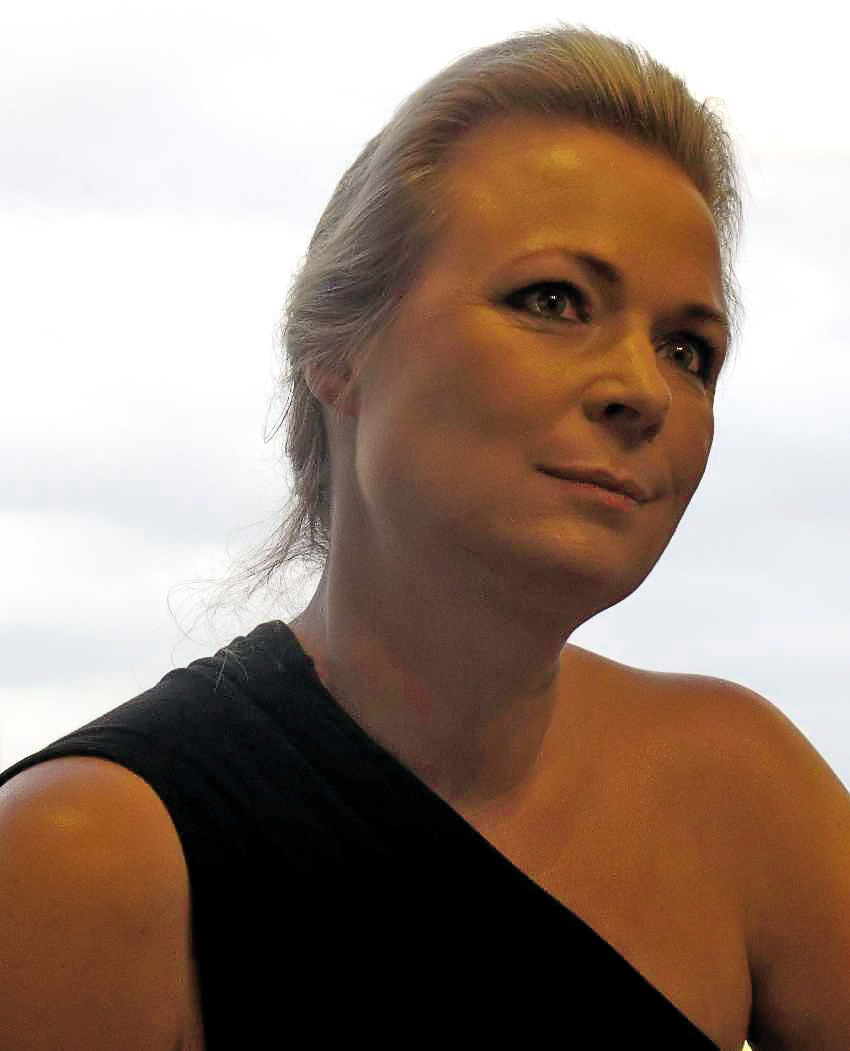
Helle Helle (2012)

Helle Helle (eigentlich Helle Olsen, * 14. Dezember 1965 in Nakskov, Lolland) ist eine dänische Schriftstellerin.

## Leben und Werk
Helle Helle wuchs in Rødby auf der Insel Lolland auf. Von 1985 bis 1987 studierte sie an der Universität Kopenhagen Literaturwissenschaft, ab 1989 besuchte sie die Schriftstellerschule (dän. Forfatterskolen). Von 1990 bis 1995 arbeitete sie beim dänischen Rundfunk.
Zwei Jahre nach Abschluss der Schriftstellerschule erschien unter dem Namen Helle Helle ihr Debütbuch Eksempel på liv (Ein Beispiel für Leben), eine experimentelle Prosakomposition. 1987 hatte sie bereits ein Buch unter dem Namen Helle Krogh Hansen veröffentlicht. In den darauffolgenden Jahren erhielt sie verschiedene Stipendien und wurde mehrfach ausgezeichnet. 1999 kam ihr erster Roman Hus og hjem (Haus und Heim) heraus, der noch im selben Jahr von Verena Reichel ins Deutsche übersetzt wurde.
Sechs Jahre später erschien nach Forestillingen om et unkompliceret liv med en mand (Die Vorstellung von einem unkomplizierten Leben mit einem Mann) ihr dritter Roman, Rødby-Puttgarden, der anders als seine Vorgänger nicht von Paarbeziehungen handelt, sondern von „Frauen ohne Männer“. Darin erzählt Helle Helle die Geschichte der Halbschwestern Tine und Jane, die zusammen mit Tines Tochter eine sehr besondere Familie bilden. In ihrem scheinbar eintönigen Leben – sie arbeiten beide auf der Fähre, die zwischen Dänemark und Deutschland verkehrt – ist der Tod ein ständiger Begleiter, während die Männer nur kommen und gehen. Für Rødby-Puttgarden erhielt Helle Helle unter anderem den Dänischen Kritikerpreis. 2008 erschien der Roman Ned til hundene (etwa: Runter zu den Hunden).
Seit 2011 empfängt Helle Helle ein lebenslanges Künstlereinkommen des Dänischen Kunstfonds. In der Vorschlagsbegründung der Vertreterversammlung des Kunstfonds hatte es geheißen: »Mit ihren meisterhaften Inszenierungen des ganz gewöhnlichen Lebens tritt sie heute als eine der wichtigsten Deuterinnen der Mittelschicht und der dänischen Provinz hervor.«
Helle Helles Romane wurden bislang in 22 Sprachen übersetzt, u. a. ins Deutsche, Französische, Niederländische, Estnische und Tschechische.
Im März 2011 vertrat sie ihr Land auf der Pariser Buchmesse. Mit ihrem Buch Hvis det er (2014) war sie 2015 für den Literaturpreis des Nordischen Rates nominiert.
Helle lebt mit ihrer Familie in Lynge bei Sorø.

## Werke
- Eksempel på liv (Roman), Kopenhagen 1993,  ISBN 87-595-0354-8 (bisher nicht auf dt.)
- Rester (Kurzgeschichten), Kopenhagen 1996, ISBN 87-568-1365-1 (bisher nicht auf dt.)
- Hus og hjem (Roman), Kopenhagen 1999, ISBN 87-568-1534-4 (dt. Haus und Heim, dtv, München 2003, ISBN 3-423-13064-4)
- Biler og dyr (Kurzgeschichten), Kopenhagen 2000, ISBN 87-568-1574-3 (bisher nicht auf dt.)
- Forestillingen om et ukompliceret liv med en mand (Roman), Kopenhagen 2002, ISBN 87-568-1696-0 (dt.: Die Vorstellung von einem unkomplizierten Leben mit einem Mann, übers. von Flora Fink, Dörlemann, Zürich 2012, ISBN 978-3-908777-75-5)
- Min mor sidder fast på en pind (Kinderbuch, gemeinsam mit Lars Nørgaard), Kopenhagen 2003, ISBN 87-91192-32-3 (bisher nicht auf dt.)
- Fasane. Fahrpläne. Hochzeit. Drei Erzählungen (Auswahl aus Rester und Biler og dyr, übersetzt von Ina Kronenberger). In: Vereinzelt Schneefall. Neue Texte aus Skandinavien. Herausgegeben von Klaus Böldl und Uwe Englert. Fischer, Frankfurt am Main 2004, ISBN 3-10-809058-5 (= Neue Rundschau, 2004, Heft 3[6]).
- Rødby-Puttgarden (Roman), Kopenhagen 2005, ISBN 87-638-0145-0 (dt.: Rødby-Puttgarden, übersetzt von Flora Fink, Dörlemann, Zürich 2010, ISBN 978-3-908777-59-5)
- Ned til hundene (Roman), Kopenhagen 2008, ISBN 978-87-638-0854-5 (dt.: Färseninsel, übersetzt von Flora Fink, Dörlemann, Zürich 2015, ISBN 978-3-03820-014-7).[7]
- Dette burde skrives i nutid (Roman), Kopenhagen 2011, ISBN 978-87-638-1785-1 (bisher nicht auf dt.)
- Hvis det er (Roman), Kopenhagen 2014, ISBN 978-87-638-3241-0 (dt.: Wenn du magst, übersetzt von Flora Fink, Dörlemann, Zürich 2016, ISBN 978-3-03820-034-5)
- de (Roman), Kopenhagen 2018, ISBN 978-87-638-5762-8
- BOB (Roman), Kopenhagen 2021, ISBN 978-87-434-0090-5 (dt.: SIE und BOB. Doppelroman, übersetzt von Flora Fink, Dörlemann, Zürich 2022, ISBN 978-3-03820-110-6)

## Auszeichnungen und Stipendien (Auswahl)
- 1995 Dreijähriges Stipendium der «Harald Kidde und Astrid Ehrencron-Kidde»-Stiftung
- 2000 «Edith und Helge Rode»-Stipendium
- 2003 Stipendium der Otto-Rung-Stiftung
- 2003 Beatrice-Preis der Dänischen Akademie
- 2005 Prämierte Nominierung für den Literaturpreis der Dänischen Bank (BG Banks Litteraturpris)
- 2005 Dänischer Kritikerpreis (Kritikerprisen) für Rødby-Puttgarden
- 2009 Per-Olov-Enquist-Preis
- 2011 Lebenslanges Künstlereinkommen vom Dänischen Kunstfond[8][9]
- 2012 Goldener Lorbeer (De Gyldne Laurbær) des dänischen Buchhändlerclubs für den Roman Dette burde skrives i nutid[10][11]
- 2016 Det Danske Akademis Store Pris

Vom Dänischen Kunstfond erhielt sie außerdem mehrfach Arbeitsstipendien und 2005 eine Prämie für Rødby-Puttgarden.